# Creu de Bergús

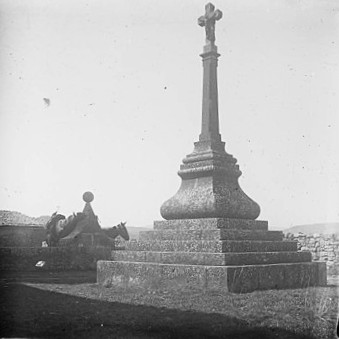
La creu el 1917

La Creu de Bergús és una creu de terme situada davant de l'església de Sant Joan de Bergús, al poble de Bergús, del municipi de Cardona (Bages).
Sobre una base de cinc graons, un pedestal i el fust, la creu representa a Crist crucificat i a l'altre costat la Mare de Déu. Al llibre 'Les creus al vent', d'Albert Bastardes, hi ha una foto de la creu, de 1917.